# Xenomedea rhodopyga
Xenomedea rhodopyga е вид бодлоперка от семейство Labrisomidae. Видът не е застрашен от изчезване.

## Разпространение и местообитание
Разпространен е в Мексико.
Обитава крайбрежията и скалистите дъна на морета, заливи и рифове в райони с тропически, умерен и субтропичен климат. Среща се на дълбочина от 4 до 31,5 m, при температура на водата от 19,5 до 23,5 °C и соленост 34,9 – 35,3 ‰.

## Описание
На дължина достигат до 6,5 cm.